# Síle de Valera
Síle de Valera (* 17. Dezember 1954 in Dublin) ist eine irische Politikerin der Fianna Fáil.

## Biografie
Síle de Valera ist die Enkeltochter von Éamon de Valera, dem langjährigen Premierminister (Taoiseach) sowie Präsidenten von Irland. Darüber hinaus ist sie eine Cousine des Politikers Éamon Ó Cuív.
Sie selbst war zunächst als Lehrerin für Berufsberatung tätig, begann aber schon früh ihre politische Laufbahn als Kandidatin der Fianna Fáil 1977 mit ihrer erstmaligen Wahl zum Mitglied des Unterhauses (Dáil Éireann). Dort war sie als Vertreterin des Wahlkreises Dublin County Mid jüngste Abgeordnete und übernahm von Enda Kenny den inoffiziellen Titel „Baby of the Dáil“. Zugleich war sie zwischen Juni 1979 und Juni 1984 Mitglied des 1. Europäischen Parlamentes. Bei den Unterhauswahlen 1981 erlitt sie jedoch eine Niederlage und schied aus dem Unterhaus zunächst wieder aus.
1987 wurde sie erneut ins Unterhaus gewählt und vertrat dort nach vier anschließenden Wiederwahlen bis 2007 den Wahlkreis Clare.
Nach dem Wahlsieg der Fianna Fáil wurde sie am 26. Juni 1997 von Premierminister Bertie Ahern zur Ministerin für Kunst, Erbschaft, irischsprachige Gebiete (Gaeltacht) und die Inseln ernannt und behielt dieses Amt bis zum 18. Juni 2002. Im Anschluss wurde sie Staatsministerin im Ministerium für Bildung und Wissenschaft, während ihr Cousin Éamon Ó Cuív Nachfolger als Minister für Gemeinschaft, Ländliches und irischsprachige Gebiete wurde. Am 8. Dezember 2006 trat sie als Staatsministerin zurück und verzichtete auf eine erneute Kandidatur bei den Unterhauswahlen 2007.